# 九龍殯儀舘

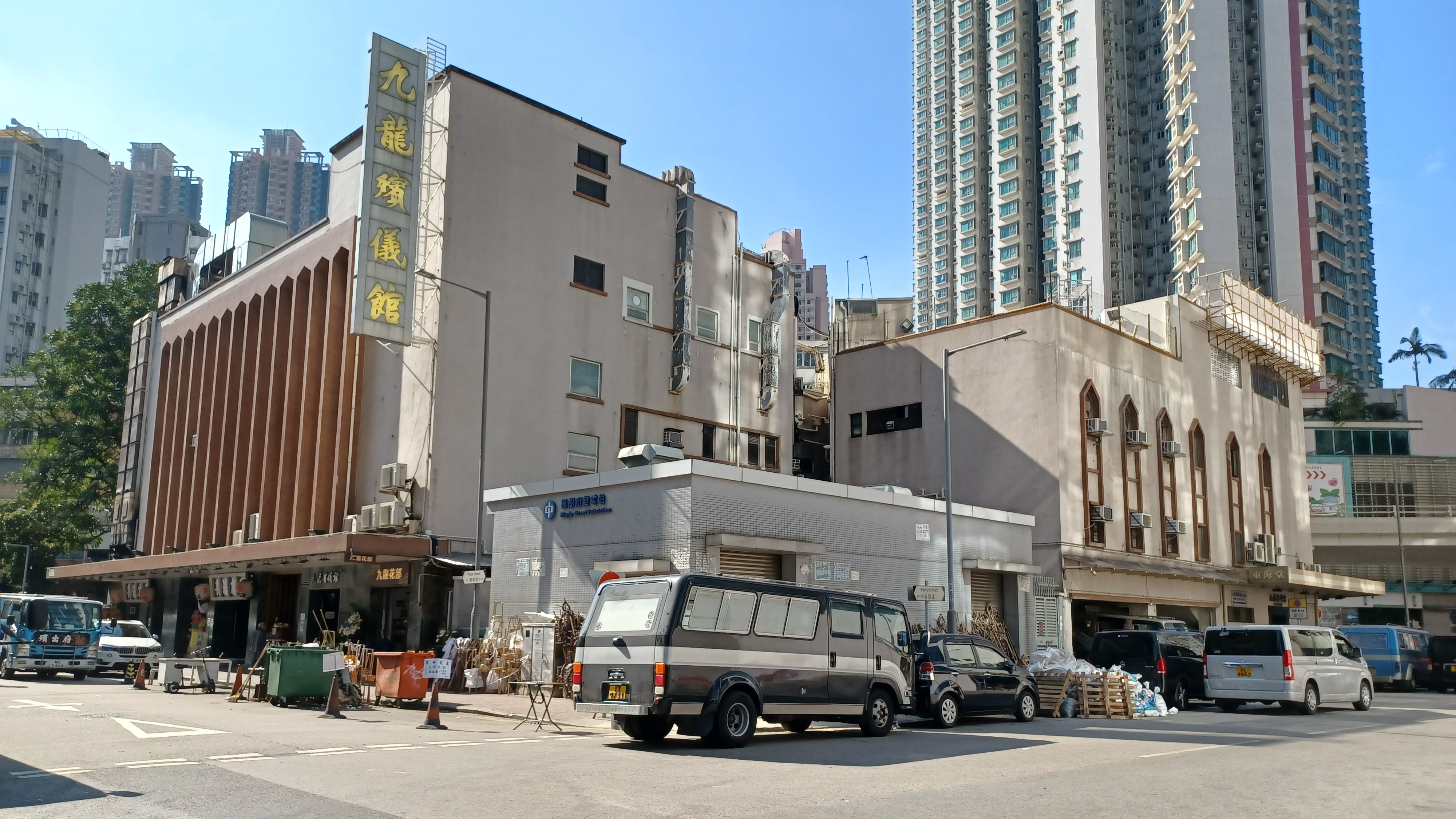
九龍殯儀館

九龍殯儀館有限公司（英語：Kowloon Funeral Parlour Co. Ltd.）位於香港大角咀，為繼油麻地摩禮信殯儀館後、九龍區第二間殯儀館，亦是現時全香港七家持牌殯儀館之一。
館內設有16個大小禮堂，分別是3個地下大禮堂，8個中式禮堂及5個教會禮堂（其中包括3個教會治喪教堂）。最大的禮堂可容納320人；最小的可容納約40人。

## 簡介
九龍殯儀舘位於九龍西大角咀楓樹街1A號，由蕭明先生和吳海霖先生於1958年2月24日以底價77萬港元投得該地並於同年動工興建，1959年5月21日落成啟用，鄰近多個港鐵站包括太子站、旺角站、奧運站及南昌站。
九龍殯儀館於2008年起分階段進行翻新改建工程，新增多項現代化設備並致力提升服務水平。為迎接新世代，九龍殯儀館特別將館內三樓全層改為靜音層，為基督教徒、天主教徒及愛好寧靜莊嚴而無宗教者提供寧靜氣氛進行安息禮拜或追思會，提供寧靜追悼空間，是全港唯一為治喪而設置教堂的殯儀館。
於2016年，九龍殯儀館由「赤兔資本」大股東江龍章持有股權的英屬處女群島註冊公司Solaron Limited，以5.9億元收購，另加殯儀館位於大角嘴楓樹街1A等地皮及相關物業。
2024年重陽節，九龍殯儀館首次舉行開放日，全日吸引過千人預約參與，當天設立導賞讓公眾參觀殯儀館、邀請不同友好單位開設主題講座或工作坊、邀請台灣業界同行舉行「遺體修復分享講座」、並有殯儀音樂體驗、生死教育繪本共讀及藝術表達治療等多元化活動。

## 於九龍殯儀館舉行喪禮儀式的香港名人
- 電影演員及粵劇名丑歐陽儉
- 影星李婷
- 影星樂蒂
- 一代宗師葉問
- 武打巨星李小龍
- 電影商人邵邨人
- 電影及電視演員馬笑英
- 粵劇演員石燕子
- 影星何家駒
- 《都市閒情》前主持盧念國
- 資深藝人郭峰的妻子、電影及電視演員歐陽珮珊
- 香港著名電影演員招浩強
- 香港著名電影導演卜萬蒼
- 資深製片人崔寶珠
- 資深電視演員溫裕紅
- 無綫電視藝員陳狄克
- 著名歌手黎愛蓮

## 資料來源
1. ↑  . 華僑日報. 1948年. （繁體中文）
2. ↑  . 工商日報第六頁. 1958年2月25日.（繁體中文）
3. ↑  . 華僑日報第二張第二頁. 1959年5月22日.（繁體中文）
4. ↑  . 明報. 2024-10-11. （原始内容存档于2024-10-11）.

## 外部連結
- 官方网站
- 九龍殯儀舘的Facebook專頁
- 出殯日程
- 公共交通指引